# Чередовский заказник
Чередовский заказник — государственный природный заказник (комплексный) регионального (областного) значения Московской области, целью которого является сохранение в первозданном виде природных комплексов, их компонентов в естественном состоянии; восстановление нарушенных природных комплексов, поддержание экологического баланса.
Заказник основан в 2020 году. Местонахождение: Московская область, Волоколамский городской округ, между деревней Чередово, СНТ «Тихая горка», СНТ «Чередово», деревней Вишенки, СНТ «Озёрное» и деревней Каменки. Общая площадь заказника составляет 994,39 га. Заказник включает кварталы 23, 34, 36, 39—42, 47, 48, 52, 60 Судниковского участкового лесничества Волоколамского лесничества.

## Описание
Территория заказника приурочена к привершинной части Московской возвышенности и находится в зоне распространения ландшафтов грядово-холмистых и плоскохолмистых моренных и моренно-водноледниковых свежих, влажных и сырых равнин. Абсолютные высоты заказника изменяются от 235 м над уровнем моря (урез воды в водоёме в юго-западной части территории) до 285 м над уровнем моря (вершина холма в северной части территории).
Заказник предназначен для:
- сохранения и восстановления природных комплексов;
- сохранения местообитаний редких видов растений, грибов, лишайников и животных;
- ведения мониторинга видов животных, растений, грибов и лишайников, занесённых в Красную книгу Московской области;
- выполнения научно-исследовательских работ по изучению объектов особой охраны заказника.

Заказник включает грядово-холмистые моренные равнины со множеством верховых и переходных болот, образовавшихся в межхолмовых понижениях.
Кровля дочетвертичных пород местности представлена глинами и песками келловейского яруса, а также глинами оксфордского и нижнего волжского яруса юрского периода. Поверхностные четвертичные отложения на междуречных равнинах здесь представлены конечноморенными отложениями московского возраста — валунными суглинками и супесями с линзами грубых песков, с гравием, щебнем и валунами. Район расположения заказника характеризуется обращённым рельефом, мощность моренных накоплений достигает здесь 6—10 м.
В пределах немногочисленных речных долин на надпойменных террасах образовались древнеаллювиальные пески и супеси с гравийно-галечными образованиями в основании. По руслам малых рек представлен современный аллювий, образованный песками, суглинками, супесями с прослоями торфа, гравия и гальки. По заболоченным понижениям образовались отложения торфа и иловатых суглинков озёрно-болотного генезиса.
Территория заказника характеризуется наличием большого количества холмов морённого и камового генезиса округлой формы с плоскими вершинами и пологими склонами высотой 20—30 м. Крутизна склонов холмов обычно не превышает 5 градусов. Протяжённость холмов изменяется от 400 до 1000 м, ширина — от 300 до 700 м. На склонах холмов встречаются эрозионные борозды шириной около 1 м и слабовыраженные ложбины шириной до 2 м с плоскими днищами и пологими склонами. По склонам холмов и эрозионным формам действуют соответственно делювиальные и пролювиальные рельефообразующие процессы.
Восточная оконечность территории заказника включает фрагмент долины реки Оселье (впадающей в Озёрнинское водохранилище) в её верхнем течении. Долина реки Оселье характеризуется корытообразным поперечным профилем с плоским днищем и поймой шириной до 3—6 м.
Между холмами образовались плоские межхолмовые понижения, характеризующиеся застойным увлажнением и нередко занятые болотами верхового и переходного типа (часто с участками низинных) разных размеров.
Наиболее крупное верховое (с участками переходного) болото «Горелое» площадью около 9 га сформировалось в юго-западной оконечности заказника в западной части квартала 52 Судниковского участкового лесничества Волоколамского лесничества. Болотный массив имеет форму, близкую к овальной, и протяжённость около 500 м. В районе северо-восточной окраины болота под склоном морённого холма на временных водотоках имеются бобровые плотины.
Другое крупное верховое (с участками низинных и переходных) болото находится в центральной части заказника (квартал 40 Судниковского участкового лесничества Волоколамского лесничества) в седловине между холмами. Болотная котловина имеет неправильную форму, длина и ширина котловины составляют около 350 м. Площадь болота — около 6,2 га.
На западе территории в 200 м друг от друга образовались две овальные котловины, занятые верховыми болотами. Более крупное болото расположено в квартале 34 Судниковского участкового лесничества Волоколамского лесничества и имеет площадь 5,8 га. Второе площадью 5,4 га расположено на границе кварталов 34 и 39 Судниковского участкового лесничества Волоколамского лесничества. Также в центральной части квартала 39 в пределах ложбины в верховьях Педни образовался заболоченный участок с мочажинами протяжённостью около 500 м и площадью около 6 га.
Помимо процессов торфонакопления на таких заболоченных территориях происходит образование фитогенных форм нанорельефа — растительных кочек, искорей, поваленных стволов деревьев и приствольных повышений. Высоты кочек и повышений достигают 0,5—0,6 м.
В пределах территории заказника образован ряд антропогенных форм рельефа. В западной части заказника (южная оконечность квартала 34 Судниковского участкового лесничества Волоколамского лесничества) находится песчано-гравийный карьер площадью 2,3 га. На юге заказника (квартал 60 Судниковского участкового лесничества Волоколамского лесничества) образован обводнённый карьер площадью 8,4 га. По берегам обводнённого карьера образована канава шириной до 3—4 м, насыпная дамба высотой 0,7 м, а также воронкообразное понижение диаметром до 5 м и до 2 м глубиной.
Заказник располагается на междуречье рек Педня, Каменка (бассейн реки Рузы) и Оселье (правый приток Озерны), в которые направлен гидрологический сток территории. Восточная оконечность заказника включает участок русла реки Оселье. Ширина русла составляет 0,5—1 м, глубина — до 0,5 м. Дно реки сложено песками и супесями с гравием и галькой. В пределах русла имеются многочисленные бобровые плотины диаметром от 2 до 5 м.
На юге заказника в пределах карьера образовался водоём подковообразной формы с останцовым полуостровом посередине. Длина водоёма — около 400 м, ширина — 230 м. Дно озера илистое, глубина у берега обычно не превышает 0,2—0,3 м. Берега заболоченные. К северо-восточной части озера примыкает низинное болото.
Почвенный покров моренных равнин заказника представлен дерново-подзолистыми и подзолистыми почвами, сформировавшимися на суглинистых отложениях. В ложбинах и западинах с замедленным дренажем образовались дерново-подзолисто-глеевые и перегнойно-глеевые почвы. На болотах встречаются торфяные олиготрофные и торфяные эутрофные почвы.

### Флора и растительность
На территории заказника преобладают еловые и осиново-еловые кисличные, папоротниково-кисличные и папоротниково-широкотравно-кисличные леса. Небольшие площади заняты низинными, переходными и верховыми болотами, осинниками с елью, заболоченными березняками, сырыми лугами. Широко распространены зарастающие вырубки и лесокультуры.
На самых высоких уровнях (поверхностях и склонах камов) произрастают сосново-еловые леса таёжного типа с типичными бореальными видами — черникой, брусникой, майником двулистным, грушанками, золотарником обыкновенным, ожикой волосистой, вероникой лекарственной и зелёными мхами. На месте одного из таких камов есть заброшенный карьер, зарастающий берёзой, ольхой серой и елью, на открытых участках встречается колючник Биберштейна, а в лесу — любка двулистная (последние два вида — редкие и уязвимые виды, не включённые в Красную книгу Московской области, но нуждающиеся на её территории в постоянном контроле и наблюдении).
Повышения водоразделов заняты субнеморальными еловыми и берёзово-еловыми с осиной кислично-широкотравными лесами с лещиной, дубравным широкотравьем и папоротниками. Редко в древостое или подросте отмечен дуб, изредка наблюдается подрост клёна или липы. Единичны лещина и жимолость. Дубравная группа видов включает здесь зеленчук жёлтый, осоку волосистую, медуницу неясную, бор развесистый, чину весеннюю, звездчатку жестколистную, лютик кашубский, сныть обыкновенную, фиалку удивительную и копытень европейский, редко встречается подмаренник душистый. Папоротники представлены щитовниками мужским и картузианским (игольчатым), реже — кочедыжником женским. Нередко встречается осока лесная и вейник тростниковидный. В этих лесах широко распространены редкие, занесённые в Красную книгу Московской области виды растений — ветреница дубравная и подлесник европейский, а также уязвимый вид невысоких кустарников — волчеягодник обыкновенный, или волчье лыко (редкий и уязвимый вид, не включённый в Красную книгу Московской области, но нуждающийся на её территории в постоянном контроле и наблюдении).
Еловые леса заказника на плоских поверхностях водоразделов отличаются высокой сомкнутостью крон и обилием в травяном покрове кислицы обыкновенной. Часть этих лесов по происхождению является старыми лесокультурами. Возраст еловых лесов — чаще средневозрастные, реже — спелые леса, диаметр стволов елей составляет в среднем 30—35 см. Из травянистых растений в них обычны ожика волосистая, осока пальчатая, живучка ползучая, костяника и мицелис стенной, а также папоротник — щитовник картузианский. В этих сообществах также отмечены подлесник европейский и ветреница дубравная. В условиях повышенного увлажнения развиты ельники хвощево-кисличные и папоротниково-хвощево-кисличные. На ветвях старых елей произрастают редкие, охраняемые виды лишайников, занесённые в Красную книгу Московской области: бриория буроватая (сивоватая), бриория волосовидная, уснея почти цветущая.
Встречен лишайник гипогимния трубчатая (редкий и уязвимый вид, не включённый в Красную книгу Московской области, но нуждающийся на территории области в постоянном контроле и наблюдении).
В травяном покрове средневозрастных сырых березняков с участием ели вейниково-сфагновых встречаются осока чёрная, пушица влагалищная, сабельник болотный, вербейник обыкновенный, ива пепельная. Есть молодые и средневозрастные березняки с тростником, крушиной и ивой пепельной.
По сыроватым понижениям и просекам нередко можно встретить пальчатокоренник Фукса и купальницу европейскую (редкие и уязвимые виды, не включённые в Красную книгу Московской области, но нуждающиеся на её территории в постоянном контроле и наблюдении), бодяк разнолистный, кочедыжник женский.
Редко по окраинам болот встречаются осинники с елью лещиновые гравилатово-таволговые с видами влажнотравья (скердой болотной, дудником лесным, бодяком разнолистным, кочедыжником женским, щучкой дернистой). На дренированных склонах сохранились спелые осинники хвощево-широкотравные, а в условиях сочений местами развиты старые осинники влажнотравно-снытьевые с черёмухой.
Вырубки в заказнике зарастают в основном берёзой, осиной, ивой козьей, ольхой серой, елью, лещиной, малиной, папоротниками, влажнотравьем, ситниками, полевицей, дудником, иван-чаем узколистным.
Заболоченный массив с древесными ивами — козьей и пятитычинковой, молодыми берёзами, единичными елями, ивой пепельной, хвощом речным, тростником (местами обилен), осокой дернистой, окопником лекарственным, бодяком разнолистным, калужницей, василистниками светлым и водосборолистным, камышом лесным и другими видами влажнотравья занимают ложбины стока поблизости от долины реки Оселье. На ели по краю заболоченного ивняка найдена бриория переплетённая (занесена в Красную книгу Московской области).
Широко распространены обширные поляны с подростом ели, берёзы, ивы козьей по краю лесов и болот. На них чередуются участки с преобладанием луговых мезофитов (ежой, овсяницей луговой, васильком луговым, купырем), сырые и заболоченные луга с купальницей европейской, щучкой дернистой, полевицей тонкой, зверобоем пятнистым, манжетками, лисохвостом луговым, горцом змеиным, буквицей лекарственной, валерианой лекарственной.
Небольшие низинные болота обычно вкраплены в еловые леса. В их травяном покрове участвуют различные виды осок, камыш лесной, вейник сероватый, сабельник болотный, таволга вязолистная, мох — аулакомниум болотный. На низинных болотах, представленных по краю переходных и верховых, обилен тростник южный, ива пепельная, вейник сероватый, сабельник, кизляк кистецветный, белокрыльник болотный, изредка группы образует рогоз широколистный. Довольно крупное низинное болото сабельниково-осоковое имеется рядом с лесным озером в 52 квартале Судниковского участкового лесничества Волоколамского лесничества. На озере выражена осоково-сабельниковая сфагновая сплавина с хвощом приречным, в воде растут кувшинки белоснежные (редкий и уязвимый вид, не включённый в Красную книгу Московской области, но нуждающийся на её территории в постоянном контроле и наблюдении).
Переходные болота в виде узких полос окружают верховые сосновые болота или искусственные водоёмы. Характерной чертой таких болот является обилие осоки волосистоплодной и сфагновых мхов. Обычны также осока чёрная, вздутая, топяная, вахта трёхлистная, тиселинум болотный и белокрыльник болотный, пушица многоколосковая. Редко здесь отмечена пушица стройная (редкий и уязвимый вид, не включённый в Красную книгу Московской области, но нуждающийся на её территории в постоянном контроле и наблюдении).
В крайней восточной части заказника имеется заболоченный чернично-долгомошно-сфагновый березняк с пушицей и единичными осоками. Здесь найден подберёзовик разноцветный, или подосиновик пёстрый, бриория буроватая (сивоватая), бриория волосовидная (виды занесённые в Красную книгу Московской области).
На территории заказника имеются несколько верховых сосновых кустарничково-сфагновых или пушицево-сфагновых болот, местами с участием берёзы. Сосны на таких болотах имеют высоту от 4—5 до 10—15 м в зависимости от характера болота и от наличия или отсутствия в прошлом пожаров. Берёза представлена чаще всего только подростом. Обычен и подрост ели, на ветвях которой растут редкие, занесённые в Красную книгу Московской области лишайники — уснея жестковолосатая и бриория буроватая (сивоватая). В напочвенном покрове обильны болотный мирт, багульник болотный, клюква болотная, подбел (андромеда) многолистный, найден подберёзовик разноцветный.
В долинах речек формируются черноольшаники с черёмухой и хмелем, по берегам обильны двукисточник тростниковидный, хвощ приречный, таволга вязолистная, паслён сладко-горький, подрост ольхи чёрной.

### Фауна
Животный мир заказника является типичным для природных сообществ еловых и смешанных лесов запада Московской области. На территории заказника обитают 64 вида позвоночных животных, относящихся к 16 отрядам 5 классов, в том числе 1 вид рыб, 3 вида амфибий, 1 вид рептилий, 45 видов птиц и 14 видов млекопитающих.
Ихтиофауна заказника представлена единственным видом рыб — карасём серебряным, обитающим в обводнённом карьере в южной части заказника.
Основу фаунистического комплекса наземных позвоночных животных составляют виды, характерные для хвойных и смешанных лесов Нечернозёмного центра России. Доминируют виды, экологически связанные с древесно-кустарниковой растительностью. Синантропные виды в фауне заказника не выявлены, что говорит о её хорошей сохранности.
В границах заказника выделяются четыре основные ассоциации фауны (зооформации): хвойных лесов, лиственных лесов, водно-болотных местообитаний и лугово-опушечных местообитаний.
Зооформация хвойных лесов привязана в своём распространении на обсуждаемой территории к еловым, сосново-еловым и хвойно-мелколиственным лесам разных типов, занимая её преобладающую часть. Основу населения хвойных лесов составляют чиж, желтоголовый королёк, желна, крапивник, сойка, ворон, буроголовая гаичка, лесная куница, рыжая полёвка, белка. В старых еловых лесах заказника с подлеском из лещины встречается кедровка — вид, занесённый в Красную книгу Московской области. На участках усыхающих ельников обитает ещё один редкий вид птиц территории заказника — трёхпалый дятел, занесённый в Красную книгу Московской области.
В составе зооформации лиственных и смешанных лесов территории заказника преобладают выходцы из европейских широколиственных лесов: зарянка, чёрный дрозд, иволга, обыкновенная кукушка, славка-черноголовка, пеночка-трещотка, мухоловка-пеструшка, обыкновенная лазоревка, малая лесная мышь.
Во всех типах лесов заказника встречаются зяблик, обыкновенный поползень, большой пёстрый дятел, вальдшнеп, обыкновенный снегирь, вяхирь, певчий дрозд, белобровик, пеночка-весничка, пеночка-теньковка, большая синица, лазоревка, длиннохвостая синица, обыкновенный ёж и заяц-беляк.
Зооформация лугово-опушечных местообитаний играет важную роль в поддержании биоразнообразия обследованной территории. На территории заказника этот тип животного населения связан с лесными полянами, опушками и вырубками. Среди пресмыкающихся именно эти биотопы предпочитает живородящая ящерица. Характерными представителями фауны птиц данных местообитаний являются канюк, лесной конёк, серая славка, сорока, луговой чекан, черноголовый щегол, обыкновенная чечевица и скворец. По опушкам и вырубкам заказника встречается полевой лунь, занесённый в Красную книгу Московской области. Среди млекопитающих в этих сообществах наиболее часто встречаются обыкновенный крот и пашенная полёвка.
Долины малых речек и ручьёв территории, лесные болота и обводнённый карьер в южной части заказника служат местом обитания видов водно-болотной зооформации. Среди амфибий здесь довольно многочисленны прудовая, травяная и остромордая лягушки. Среди птиц эти биотопы предпочитают кряква, серая цапля, кулик-черныш и обыкновенный соловей. Из редких видов на участках низинных болот, по берегам водоёмов, лесных полянах и вырубках кормится чёрный коршун, занесённый в Красную книгу Московской области. Также на лесных полянах, в заболоченных лесах, на низинных и верховых болотах заказника встречается ещё один редкий вид — серый журавль, занесённый в Красную книгу Московской области. Из млекопитающих на речке Оселье, ручьях и карьерах территории обитает речной бобр.
Во всех типах естественных местообитаний заказника встречаются ласка, лось, благородный олень, кабан, обыкновенная лисица.

## Объекты особой охраны заказника
Охраняемые экосистемы: еловые, берёзово-еловые и осиново-еловые кисличные, папоротниково-кисличные и папоротниково-широкотравно-кисличные леса; низинные, переходные и верховые болота, старовозрастные осиновые хвощево-широкотравные леса; заболоченные березняки, сырые и свежие луга, пойменные луга с кустарниками и группами ольхи чёрной и черёмухи.
Места произрастания и обитания охраняемых в Московской области, а также иных редких и уязвимых видов растений, грибов, лишайников и животных, зафиксированных на территории заказника, перечисленных ниже.
Охраняемые в Московской области, а также иные редкие и уязвимые виды растений:
- виды, занесённые в Красную книгу Московской области: ветреница дубравная и подлесник европейский;
- виды, являющиеся редкими и уязвимыми таксонами, не включённые в Красную книгу Московской области, но нуждающиеся на территории области в постоянном контроле и наблюдении: пальчатокоренник Фукса, любка двулистная, волчеягодник обыкновенный, или волчье лыко, пушица стройная, купальница европейская, колючник Биберштейна.

Охраняемые в Московской области, а также иные редкие и уязвимые виды грибов и лишайников:
- виды, занесённые в Красную книгу Московской области: подберёзовик разноцветный, или подосиновик пёстрый, уснея жестковолосатая, уснея почти цветущая, бриория буроватая (сивоватая), бриория волосовидная, бриория переплетённая;
- виды лишайников, являющиеся редкими и уязвимыми таксонами, не включённые в Красную книгу Московской области, но нуждающиеся на территории области в постоянном контроле и наблюдении: гипогимния трубчатая.

Охраняемые в Московской области виды животных, занесённые в Красную книгу Московской области: полевой лунь, чёрный коршун, серый журавль, трёхпалый дятел и кедровка.